# اکبری (رستم)
اکبری (ممسنی)، روستایی از توابع بخش رستم شهرستان ممسنی در استان فارس ایران است.

## جمعیت
این روستا در دهستان رستم سه قرار دارد و براساس سرشماری مرکز آمار ایران در سال ۱۳۸۵، جمعیت آن ۶۷۳ نفر (۱۳۱خانوار) بوده‌است. روستایی که در دهه انقلاب اسلامی با  60 خانوار، با اهدای 14 شهید در دوران دفاع مقدس، 2 آزاده، بیش از 30 جانباز، و بالغ بر 80 رزمنده و 14 مدافع حرم، همچون نماد و الگویی طراز اول در عرصه ایثار و شهادت در میان روستاهای اطراف شهرستان رستم افتخارآفرینی می کند. اکثر فامیلی های این روستا انصاری می باشد. از بزرگان این روستا کدخدا کربلایی گودرز انصاری این منطقه ممسنی و رستم و بویراحمد میباشد می توان اشاره نمود.